# Fusta de melis

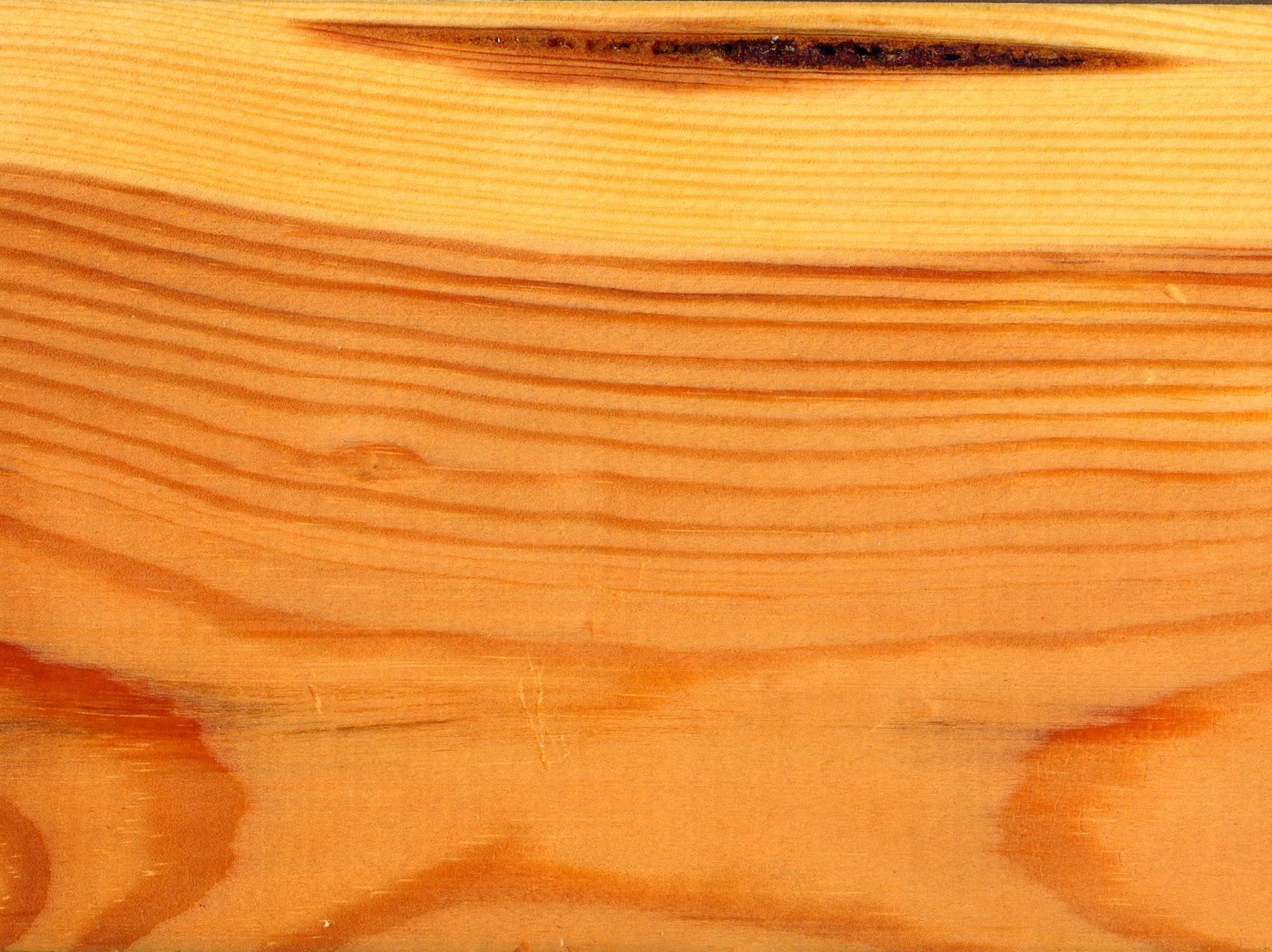
Vetes característiques de la fusta de melis

La denominació de fusta de melis correspon a diversos tipus de fusta que provenen de diferents espècies de pins (família Pinacea, gènere Pinus) que creixen a Euràsia i Amèrica.

## Variació del nom
Antigament el nom designava, principalment a Catalunya, la fusta del pi melis procedent dels Ports de Tortosa. El prestigi d'aquesta fusta va fer estendre la denominació a fustes semblants, procedents d'altres contrades i basades en la mateixa varietat de pi o varietats semblants. Tortosa era un centre de reunió i distribució de tota mena de fustes que baixaven pels rius en rais. Les fustes de qualitat que s'assemblaven a la fusta de melis dels Ports (en color, aspecte i propietats) es devien vendre com melis de Tortosa, sense precisar-ne l'origen primari.
A partir del segle xix hi va haver una gran importació de fustes americanes des del port de Mobile cap a València i Mallorca, principalment. La denominació popular era la de fusta de Mobila o, simplement, mobila. Es tractava de la fusta de quatre espècies de pins: Pinus palustris Mill. (longleaf pine), Pinus taeda L. (loblolly pine), Pinus elliottii Engelm (slash pine) i Pinus echinata Mill. (shortleaf pine). La seva procedència de boscos naturals, amb arbres vells de creixement lent, molt resinosos i pràcticament sense albeca i sense grops, determinava la possibilitat de comercialitzar peces molt llargues de gran qualitat. La densitat era elevada, de l'ordre de 0,8 a 1 g/cm3. I el gran contingut de resina la feia molt resistent als corcs i, en menor mesura, als tèrmits. Aquesta fusta de les primeres importacions es denomina actualment mobila vella.
Actualment i des de fa unes dècades, la fusta de mobila importada prové de boscos replantats, amb arbres més joves i de creixement més ràpid. El resultat és una fusta de densitat menor, de l'ordre de d=0,6 g/cm3, molt menys resistent als paràsits i al pas del temps. La denominació actual és mobila nova o pi melis (!!). (Als Estats Units “Yellow Pine”).

## Aplicacions
Les fustes de melis són un tipus de fusta molt apreciat, tenen moltes aplicacions incloent: ús com a combustible, eines, construcció d'edificis, construcció de vaixells, fabricació de mobles, instruments musicals, parquet, bótes per a líquids, esclops, matèria primera de carbó vegetal, etc. Les fustes de melis tendeixen a ser més cares que les fustes toves, per exemple per fer portes més econòmiques però amb l'aparença de melis, s'utilitzen taulons prims de fusta de melis recobrint el nucli fet de pi de Flandes
El que la fa adequada per als instruments musicals és la seva major densitat comparada amb altres fustes. Per raó del seu alt contingut de trementina és naturalment bastant resistent al  corc. També s'ha utilitzat com a font de colofònia i trementina. Les fibres de pi de melis s'utilitzen en la indústria tèxtil per a fer un teixit conegut com a franel·la vegetal, que té una aparença de cànem, però amb una textura més atapeïda, més suau.
Les fustes de melis, així com les fustes d'alzina, de roure o de cirerer, són més adequades que les fustes toves per cremar a les fogueres i per fumar aliments, atès que tendeixen a cremar amb més força i durant més temps.

### Varietats de pi associades a la fusta de melis
- Pinus sylvestris var. catalaunica
  - densitat = 0,41-0,45 segons Jordi Joan i Santacília
- Pinus palustris.[7]
  - densitat = 0,65[8]
  - densitat = 0,51[9]
- Pinus taeda[10]
  - densitat = 0,65[11]
- Pinus elliottii
- Pinus echinata

## Història

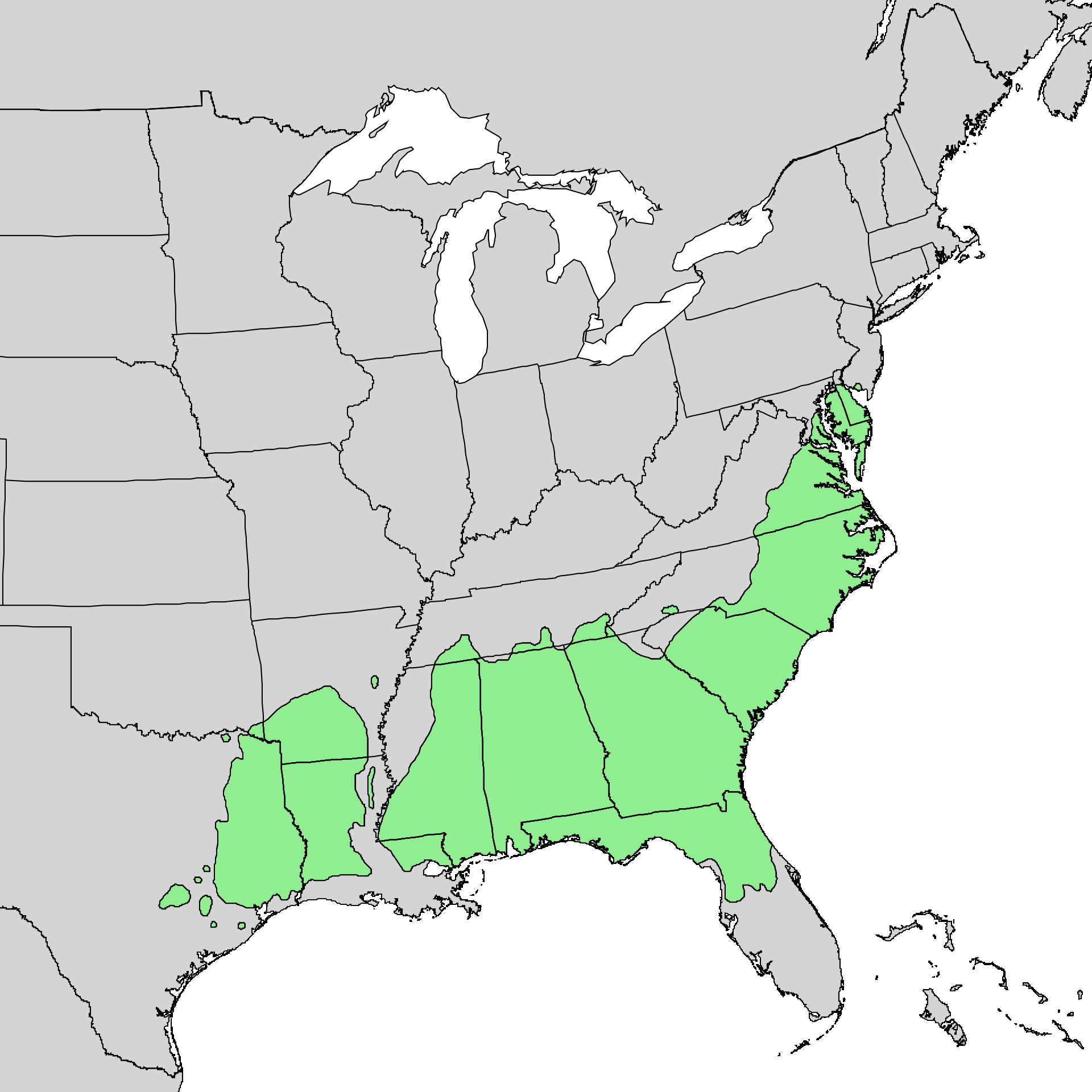
Distribució natural del Pinus taeda.

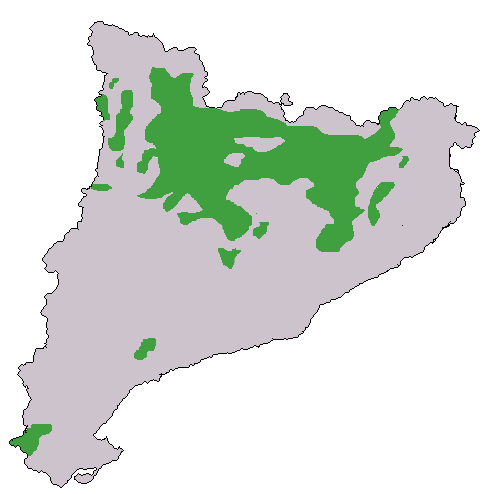
Distribució del pi roig a Catalunya.

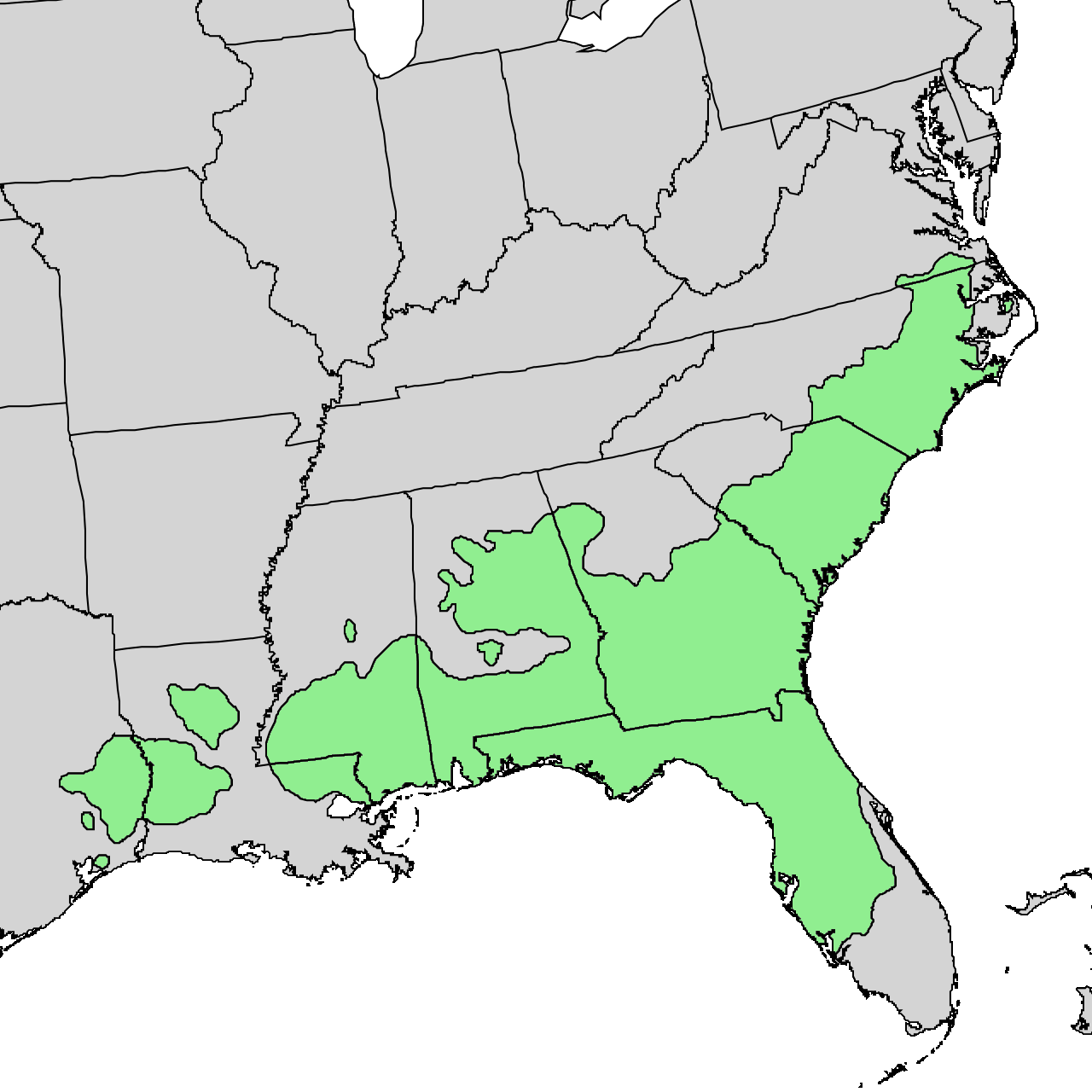
Distribució natural del Pinus palustris

La fusta de melis s'associa a una fusta usada antigament, i també en l'actualitat. De grans qualitats, molt preuada i buscada, i que assolia uns preus exorbitants. Dissortadament no es tracta d'una fusta única, provinent d'una sola espècie d'arbre i amb unes propietats tècniques uniformes. Simplificant molt, el problema pot reduir-se a dues varietats:
- la fusta de melis europea (des del segle X i abans)
- la fusta de melis americana (a partir del segle xix)

Hi ha una altra dificultat que fa referència a la densitat. La literatura sobre el tema és molt imprecisa però parla, indirectament, de dues variants molt diferents:
- una fusta de melis relativament lleugera, de densitat de l'ordre de 0,45 g/cm3
- una fusta de melis molt resinosa i pesant, de densitat propera a 1g/cm3

La combinació dels dos aspectes considerats determina quatre casos que cal tenir en compte:
- melis europea lleugera (tipificada en els pins melis de Tortosa emprats en construcció naval; densitat = 0,41)
- melis europea pesant (pins melis, de Tortosa o altres indrets, emprats en construcció civil: bigues de cases i altres)
- melis americana lleugera (mobila moderna a València; del port de Mobile)[13]
- melis americana pesant (mobila antiga a València: densitat= 0,9-1)[14][15][16]

### Aspectes històrics
La fusta de melis tradicional a Catalunya fou, durant segles, la que s'obtenia dels pins melis dels Ports de Tortosa. Es tractava d'una fusta molt duradora, amb gran contingut de resina, que era pràcticament inatacable pels corcs i que podia emprar-se en construccions exteriors. Aquells arbres centenaris dels boscos de Tortosa permetien obtenir peces de fusta de grans dimensions, gairebé sense grops i amb una bona orientació de les fibres. La densitat era de l'ordre de 0,41-0,45 g/cm3, comparada amb la del roure de 0,7 g/cm3. En resum, es tractava d'una fusta més lleugera que la del roure, mentre que les característiques mecàniques (resistència a la flexió, compressió,...etc) només eren lleugerament inferiors.
La referència indirecta més antiga de la fusta de melis és la làpida que indica l'any 944 en el qual foren bastides les drassanes àrabs de Tortosa que, lògicament, havien d'emprar fustes locals. Una referència directa la va donar Al-Idrissí cap al 1154. El primer esment conservat en català data de 1333 (posada en dubte pe Joan Coromines). En un inventari del castell de la Selva hi diu: “4 cayrats de pi e una post de melis grossa”. Un document de 1431 constata: Una bara de melis que aservie per lo portal.
La gran importància estratègica de la fusta de melis va fer que Jaume II ordenés a la ciutat de Tortosa la creació de guardes forestals (vedalers) per a protegir els boscos dels Ports l'any 1341.
Una munió de referències demostren l'aprofitament tradicional de la fusta de melis de Tortosa fins a l'any 1748.
A partir de la Real Ordenanza de Montes de 1748, l'explotació de la fusta dels Ports esdevé subordinada a funcionaris borbònics, que primen les necessitats de la Marina Reial sense fer distinció entre boscos públics o privats. Hi ha una tendència constant a redefinir la propietat dels boscos, convertint boscos públics en boscos particulars. Aquesta tendència es mantindrà durant el segle xix, afavorida per les desamortitzacions i definirà l'estructura actual de la propietat dels terrenys forestals.
- El Parc Natural dels Ports és un espai natural declarat l'any 2001 mitjançant el Decret 160/2001, de 12 de juny, que declarava al mateix temps la reserva natural parcial de les Fagedes dels Ports. Protegeix la part catalana del massís dels Ports, un sistema muntanyós on conflueixen Catalunya, Aragó i el País Valencià.

### La fusta de melis americana
A finals del segle xix es parla d'un altre tipus de fusta de melis, que va ser molt utilitzada quan venien vaixells de la Cuba colonial carregats de troncs de melis com a llast. Molts d'aquests troncs s'utilitzaven llavors a la península com a bigues i com a travesses de via fèrria.

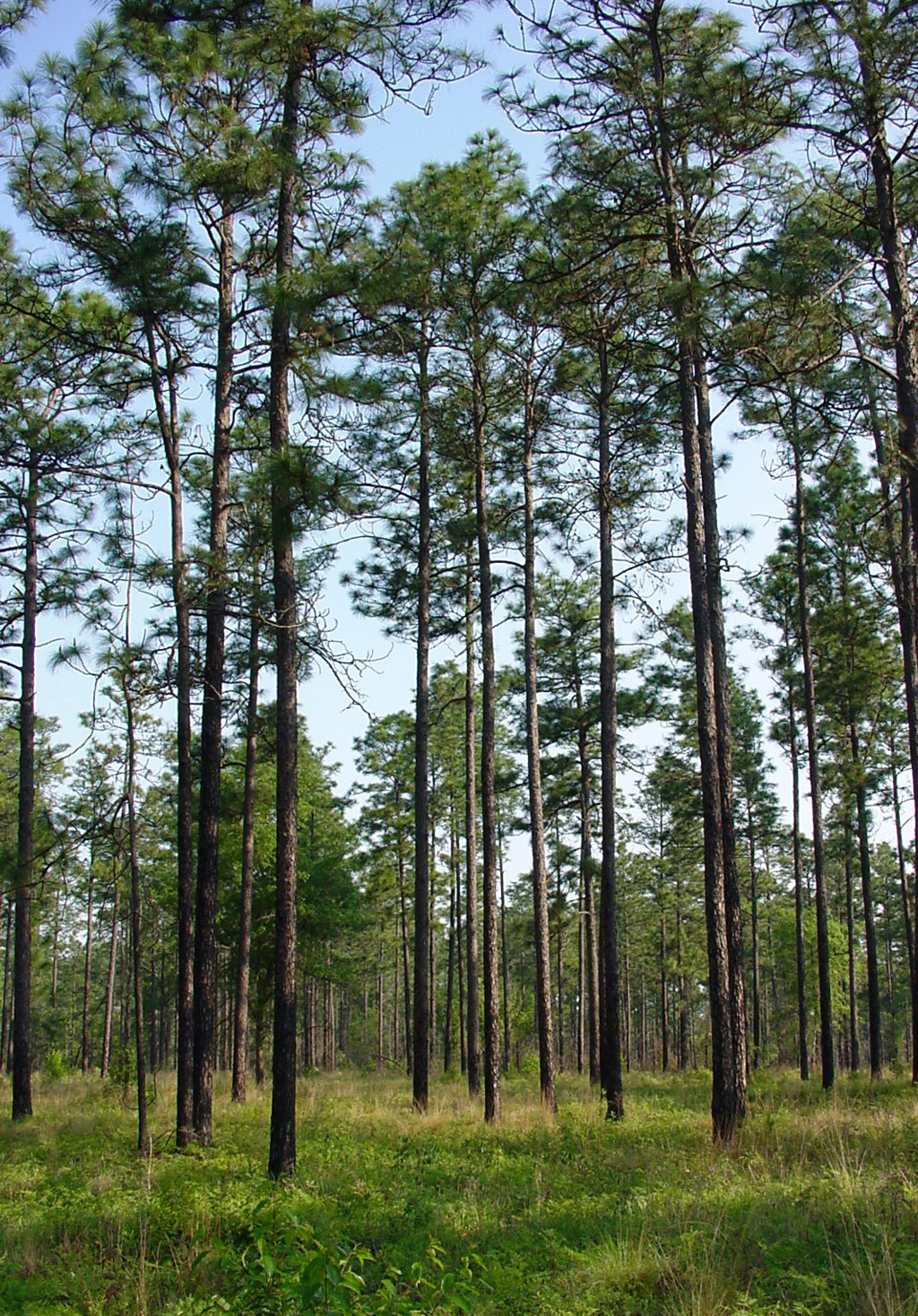
Pinus palustris, longleaf pine
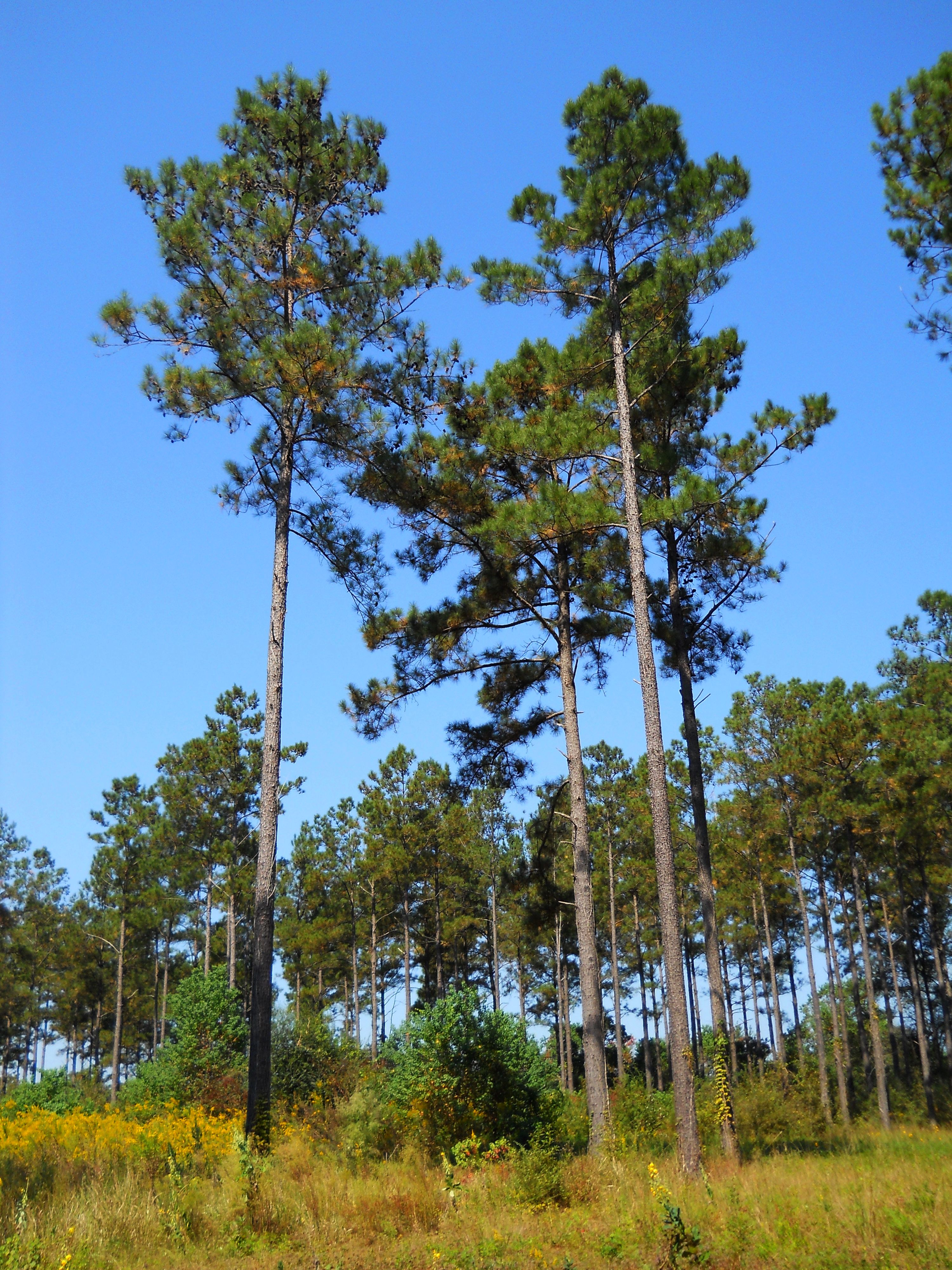
Aspecte característic dels Pinus taeda, loblolly pine, Mississippi, USA
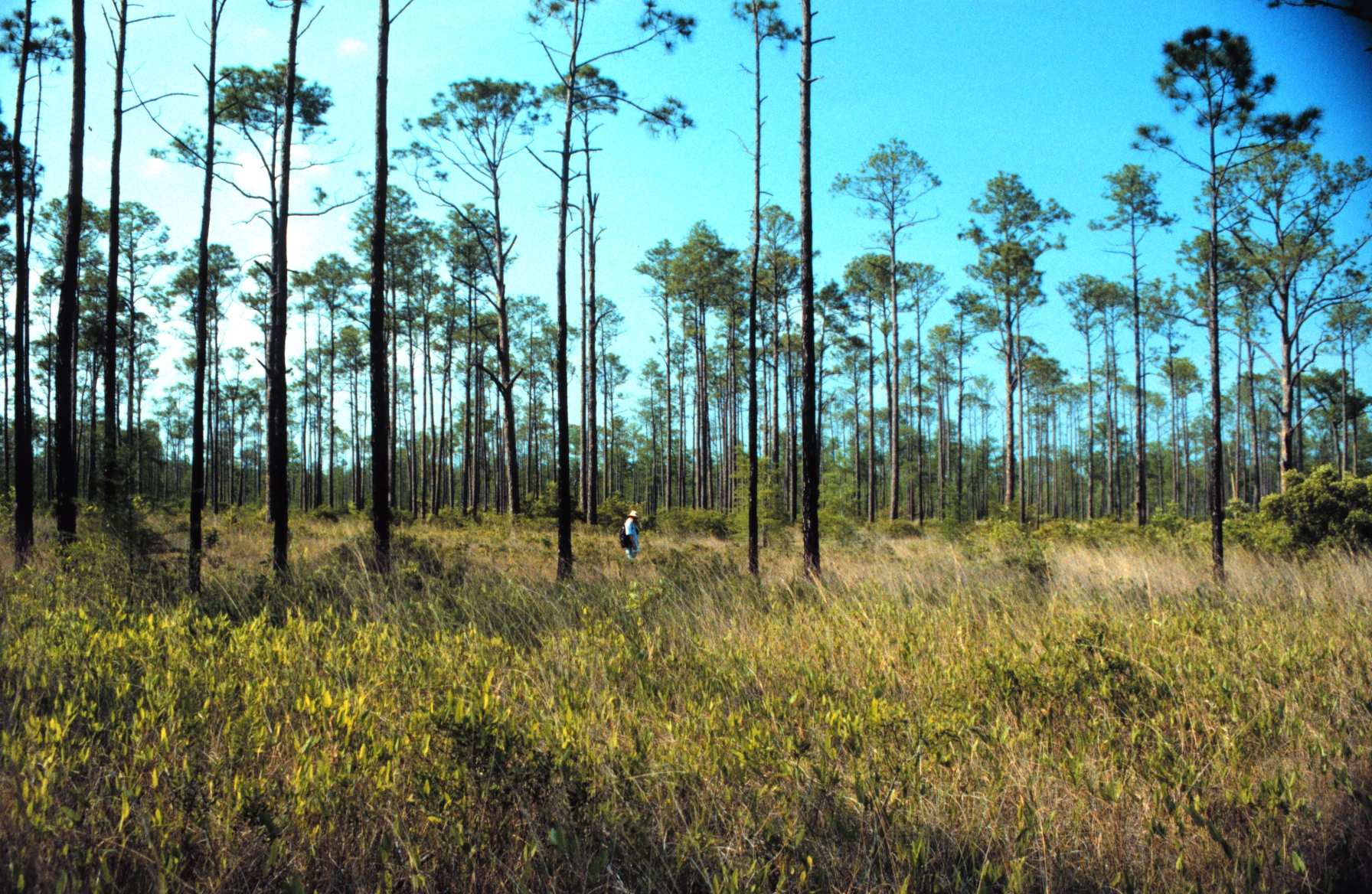
Pinus elliottii, slash pine
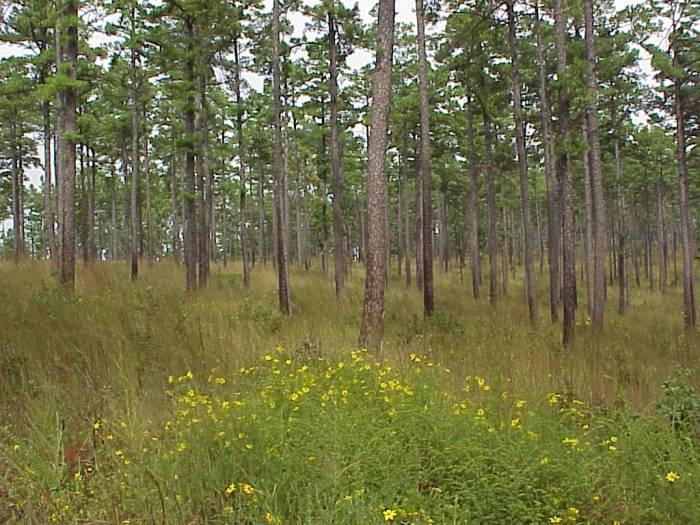
Pinus echinata, shortleaf pine

La fusta de les quatre varietats de pi representades en les imatges anteriors (P. Pallustris, P.taeda, P.elliottii, P. Echinata) es comercialitzen conjuntament sota el nom genèric de “yellow pine” o “southern yellow pine”.

## Documents
- 945. Tortosa era anomenada Dertosa sota l'imperi romà, ocupada al 714 pels musulmans, que en 945 van construir per ordre d'Abd-ar-Rahman III una drassana tocant a l'Ebre, emmurallada i amb disset torres.[21][22] El 1035 Turtusha es va convertir en la capital d'un regne de taifa (el 2005 es van redescobrir els antics banys àrabs al barri de Sant Jaume).
- 1154. El geògraf andalusí Al-Idrissí escrigué que la fusta dels pins de Tortosa: “era la millor del món conegut, per la seva resistència, llargària i durabilitat...”[23]

- 1566. Per a un orgue: “... un flautat de fusta de melis de Tortosa... de entonació de tretze palms...”[24]

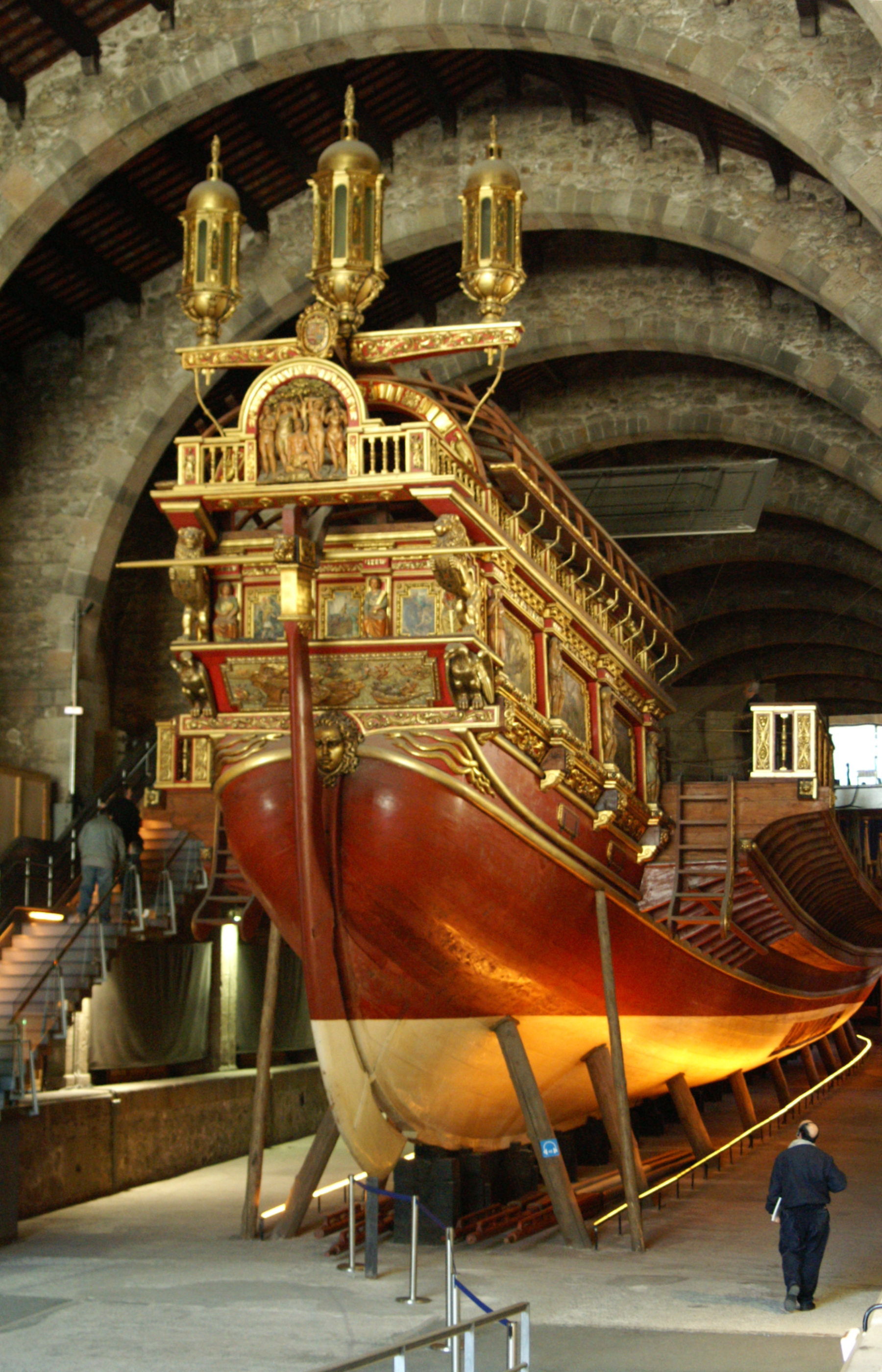
Rèplica de la Galera Reial construïda al Museu Marítim de Barcelona.

- 1568. La Galera Reial de Joan d'Àustria fou construïda amb fusta de melis de Tortosa.[25]

| «                                | Para esto despues de su elecion el año de 1568, a quinze de Enero, se dió orden al Duque de Francavila, y príncipe de Melito, que reside por Virrey en Catalunia, en Barcelona, hiziesse edificar esta galera de la mejor madera que se hallasse en estas partes, por ser el pino de Catalunia, el mejor leñame que en Assia, Africa, y Europa se halla fuera de las Indias Orientales assí porque es mas ligero que roble: como por ser mas fuerte que el pino ordinario, en tanto que se hazia en Barcelona el ornato de la popa... | » |
| — Descripción de la Galera Real. | |   |

- 1600. Pere Gil en la seva Geografia (Llibre primer de la història catalana en lo qual se tracta d'història o descripció natural, ço és, de coses naturals de Catalunya), explica la forma de fer sostres a les cases de Barcelona, amb posts de melis.[26]

- 1653. Dietaris de la Generalitat. Volum 6. Pàgina 1260. Fusta de melis per a cobrir una part de les drassanes.

- 1674. Detalls d'un contracte entre el propietari (Carles de Llupià), el traçador (fra Josep de la Concepció, frare carmelita i arquitecte) d'una banda i els fusters (Josep Cabessa, Josep Martí major i Josep Martí menor) de l'altra, sobre diverses obres de fusteria que calia efectuar segons pressupost i condicions determinades. Algunes peces havien de ser de fusta de melis.[27]
  - Las tres finestras de la part de mitgdia de dites pesses baixes, la de la entrada y la de la part de tremuntana, en totes se fara bastiment de melis; galsa dobla, y se bastira ab metxes.
  - dos portas foranas de melis

- 1682. Dietaris de la Generalitat. Volum 8. Pàgina 591. Bigues i llates de melis per a les drassanes de Barcelona.[28]

- 1692. La “piramida” de suport del fanal de la llanterna del port de Barcelona havia de ser de fusta de melis de Tortosa.[29]

- 1701. Dietaris de la Generalitat. Volum 9. Pàgina 1305. S'acorda pagar la quantitat acordada a Francesc Planas, un cop comprovada que la fusta comprada és de melis de Tortosa (per a les obres de reedificació de la casa de guarda del General al Portal Nou, que havien destruït els francesos en un setge anterior).

- 1709. Dietaris de la Generalitat. Volum 10. Pàgina 954. Obres del sostre de l'edifici del Port Franc. No es poden fer amb fusta de melis de Tortosa (que és en mans dels enemics borbònics). S'aprova fer-les amb fusta d'àlber.

- 1750. Encàrrec de la reparació d'un orgue: “... ha de fer vuit contrabaxos de fusta de melis de Tortosa ab vuit respostas que farán octava alta, y sacret nou ajustat”.[24]

- 1765. Un document anònim en francès,[30][31] conservat a la Österreichisches Staatsarchiv de Viena és prou categòric pel que fa a la importància de les fustes de Tortosa:

| « | Les bois de construction pour tous les vaisseaux d'Espagne viennent de la Catalogne et l'Aragon, surtout dans les montagnes de Tortosa proche les rives de l'Ebre. On ne construit à Barcelone que de petits batiments, et les galères qui y étaient autrefois pour la defense des cotes, n'y son plus. | » |
| — Les fustes per a construir tots els vaixells d'Espanya provenen de Catalunya i Aragó, principalment de les muntanyes de Tortosa properes a les ribes de l'Ebre. A Barcelona només es construeixen petits bastiments. Les galeres que s'hi construïen en altre temps per a la defensa de les costes, ja no s'hi construeixen. , CATALUNYA EL 1765: UN INFORME ECONOMIC I POLITIC. Joaquim Albareda i Salvado. Socorro Sancho i Valverde. Pàgina 6. | |   |

- L'any 1771 Jordi Joan i Santacília va publicar Examen marítimo teórico práctico (1771), una obra molt important en la seva època dedicada a la construcció naval (que fou traduïda a altres llengües i molt valorada pels experts).
  - Comparant la densitat i resistència del pi de Tortosa amb les de la fusta de roure, Jordi Joan explica que un vaixell construït amb fusta de Tortosa (melis) seria molt més lleuger que si fos fet amb fusta de roure, a igualtat de resistència.[32][33][34]

Aparell d'un bricbarca.

- - Una obra moderna parla, incorrectament, del "pino de Tolosa" referint-se a l'estudi anterior (clarament basat en el "pino de Tortosa".[35]

- 1780. En el contracte de lloguer del teatre de la Rambla de Barcelona hi ha un inventari de mobles i decorats en el que hi figuren: Dos piesas de tramoya en madera de melis, la una de sesenta palmos, y la otra de sinqüenta, y quatro palmos de altura, poco más o menos...[36]
  - La tradició de peces de tramoia de melis fins a l'època actual la recull un llibre de Tricicle[37]

- 1788. Antonio Ponz, en el seu “Viaje de España” esmenta els pins melis de Tortosa: De pino melis dan bastante madera para edificios de Barcelona, y otras partes, aunque no con tanta abundancia como algun dia, por hallarse algo cansados, los montes de Tortosa, de donde es la mejor que conocemos, ...[38]

- 1789. Contracte de transport per riu de fusta de pi de melis coral.[39] El pi melis coral era el Pinus taeda.[40]

- 1913. El bricbarca espanyol Lorenzo va carregar 256 m3 (9.043 peus cúbics) de fusta de “yellow –pine” (fusta de mobila vella) des del port de Mobile cap a València.[15] NOTA: Les xifres de la referència, en el llibre imprès, estan equivocades.
  - El capità era de Vilassar de Mar: Pau Lloveras i Riera. (Per a més detalls sobre el capità i el vaixell vegeu: El capità Pau Lloveras i Riera. L'exportació i la importació dels últims velers mercants de la carrera d'Amèrica).[41]
  - Hi ha un dibuix de Emerencià Roig i Raventós del vaixell anterior carenant al port de Barcelona.[42]